# خیابان یخ‌زده
خیابان وبا (انگلیسی: Cholera Street) یک فیلم ترکیه‌ای به کارگردانی مصطفی آلتیوکلار است که در سال ۱۹۹۷ منتشر شد. از بازیگران آن می‌توان به اوکان بایولگن، مژده آر، آیسل گورل، و ظفر الگوز اشاره کرد.